# Dillard Cooper
Dillard Cooper (1814-1896) était un fermier américain et un soldat de la révolution texane qui a survécu au massacre de Goliad. Né en Caroline du Sud, Cooper a épousé sa première femme, Lucinda, et a d'abord déménagé dans le Tennessee, puis à Courtland, en Alabama.
En novembre 1835, Cooper rejoignit les Alabama Red Rovers du médecin de Courtland Jack Shackelford, une force de flibustier systématique levée pour soutenir les efforts du Texas pour faire sécession du Mexique Cooper resta dans le camp avec les Rovers jusqu'au 12 décembre 1835, date à laquelle l'unité partit pour le Texas, s'arrêtant d'abord à la Nouvelle-Orléans et arrivant ensuite sur la baie de Lavaca le 19 janvier 1836. De là, les Red Rovers rejoignent le commandement de James Fannin et, du 19 au 20 mars, participent à la bataille de Coleto Creek où Cooper subit des blessures mineures. Les Texians avaient été pris dans une prairie ouverte et, après l'arrivée des renforts mexicains le deuxième jour, ont été submergés et forcés de se rendre. Le président mexicain Antonio López de Santa Anna avait ordonné au général José de Urrea de traiter les rebelles texians comme des pirates au lieu de soldats et de les faire exécuter conformément à la loi plutôt que de les garder comme prisonniers de guerre.
Le 27 mars, Cooper a survécu au massacre de 425 hommes à Goliad, s'enfuyant alors que les corps de ses compagnons tombaient. Cooper s'est rapidement associé à trois autres membres survivants des Red Rovers, Zachariah S. Brooks, Wilson Simpson et Isaac D. Hamilton . Cooper et les autres ont voyagé de nuit, évitant de justesse d'être détecté et recapturé, parfois de quelques mètres seulement. Après un voyage de deux semaines, se déplaçant d'un village abandonné à l'autre à la recherche de nourriture et forcé d'abandonner Hamilton, en raison de ses blessures, Cooper et les deux autres Red Rovers ont finalement rejoint les forces texanes au niveau de la rivière Brazos. Hamilton a finalement survécut après avoir été repris par les mexicains et s'être à nouveau échappé.
Cooper a reçu des terres de la république du Texas pour son service et son dévouement et a cultivé ses terres jusqu'à sa mort. Il s'est marié trois fois, a été deux fois veuf et a eu 5 enfants, tous avec sa première femme. Cooper a vécu dans les comtés du Colorado et de Hays avant de finalement déménager dans la ferme de son gendre dans le comté de Llano. Au moins une source affirme qu'à sa mort en 1896, il était le dernier survivant vivant du massacre de Goliad. La même source affirme que vers la fin de sa vie, Cooper vivait avec une « pitoyable pension » de 150 dollars par an de l'État du Texas, le laissant dans la pauvreté.
Cooper est enterré au cimetière de Llano City à Llano, au Texas. En 2008, l'État du Texas a installé un repère historique sur sa tombe afin de cultiver sa mémoire.